# デヴィッド・ヘディソン
デヴィッド・ヘディソン（David Hedison、1927年5月20日 - 2019年7月18日
）は、アメリカ合衆国の俳優。

## 出演作品
- メギド
- コンコルド
- 007 消されたライセンス(フェリックス・ライター)
- 露骨な顔
- 荒野のギャンブラー II
- 北海ハイジャック（ロバート・キング）
- 疑惑の柩
- 超豪華客船乗っ取り大爆破！クインメリー・アドベンチャー
- 犯罪クラブ
- 007 死ぬのは奴らだ(フェリックス・ライター)
- ラブ・オア・マーダー　愛欲殺人
- 原子力潜水艦シービュー号（クレイン艦長）
- 失われた世界（エド・マローン）
- ロビンフッドの息子
- 蝿男の恐怖（アンドレ）
- 眼下の敵